# Serreleis
Serreleis ist ein Ort und eine ehemalige Gemeinde (Freguesia) im nordportugiesischen Kreis Viana do Castelo der Unterregion Minho-Lima. Die Gemeinde hatte 1002 Einwohner (Stand 30. Juni 2011).
Am 29. September 2013 wurden die Gemeinden Serreleis und Cardielos zur neuen Gemeinde União das Freguesias de Cardielos e Serreleis zusammengeschlossen.